# Otelec
Otelec (en hongrois : Ótelek) est une commune du județ de Timiș en Roumanie.